# William Petty

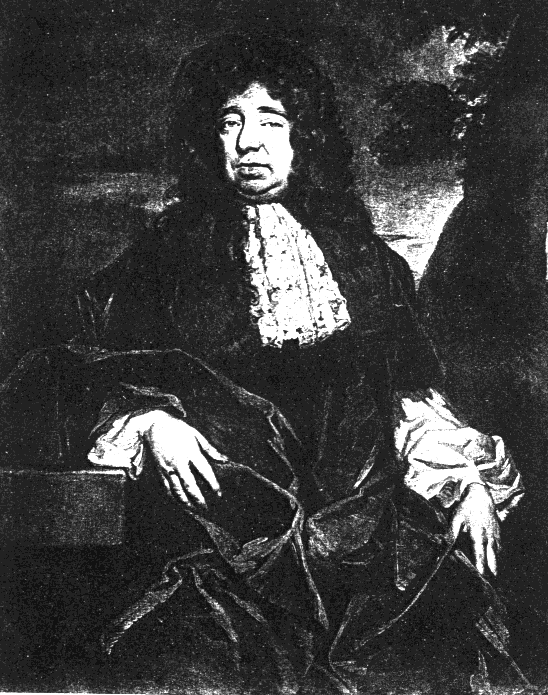
William Petty

Sir William Petty FRS (Romsey, Hampshire, 27 de maio de 1623 — Londres, 16 de dezembro de 1687) foi um economista, cientista e filósofo britânico. Pioneiro no estudo da Economia Política, Petty propôs a utilização da métodos quantitativos - por ele chamados de aritmética política - como meio de análise da riqueza de um país. Ele antecipou também a importância da velocidade de transações no equilíbrio das contas nacionais, conceito posteriormente ilustrado na Teoria quantitativa da moeda. Petty foi um dos primeiros defensores do laissez faire na Economia, embora concebesse a atividade estatal como elemento complementar de alocação de recursos. Seu bisneto, William Petty-FitzMaurice, foi primeiro-ministro do Reino Unido no século XVIII.
Nascido no ano de 1623, em uma família pobre de Romsey, Hampshire, Petty partiu para a Holanda no início da Guerra civil inglesa. Lá travou seus estudos de anatomia; em Amsterdã, relaciona-se com Descartes, Gassendi e Mersenne, e se torna secretário particular de Thomas Hobbes, que o influenciaria em sua obra. Com a interrupção dos conflitos, Petty retorna à Inglaterra em 1646, onde termina seus estudos de medicina, vira amigo de Hartlib e Robert Boyle, e ensina música em Londres. William Petty viria também a ser professor de anatomia, antes de partir nas campanhas militares na Irlanda, como prestador de serviço para o exército republicano de Oliver Cromwell. Sua aliança a Cromwell foi recompensada com a aquisição de considerável fortuna, além de vastas extensões de terra. Apesar da queda do governo republicano, Petty pôde manter seu prestígio, a ponto de ser nomeado Cavaleiro pelo rei Carlos II. Em 1666, Petty retorna à Irlanda, onde passou a maior parte dos seus últimos vinte anos de vida. Nesta época ele se dedica aos estudos de Ciências sociais. Petty retornou a Londres em 1665, onde morreu em 1687.

## Trabalhos e teorias econômicas: visão geral
Dois homens influenciaram de maneira crucial as teorias econômicas de Petty. O primeiro foi Thomas Hobbes, de quem Petty atuou como secretário pessoal. De acordo com Hobbes, a teoria deve estabelecer os requisitos racionais para "paz civil e abundância material". Como Hobbes se concentrava na paz, Petty escolheu a prosperidade.
A influência de Francis Bacon também foi profunda. Bacon e, na verdade, Hobbes, tinham a convicção de que a matemática e os sentidos devem ser a base de todas as ciências racionais. Essa paixão pela exatidão levou Petty a famosa declaração de que sua forma de ciência usaria apenas fenômenos mensuráveis e buscaria precisão quantitativa, ao invés de confiar em comparativos ou superlativos, gerando um novo assunto que ele chamou de "aritmética política". Petty, assim, cavou um nicho para si mesmo como o primeiro cientista econômico dedicado, entre os mercadores-panfletários, como Thomas Mun ou Josiah Child, e filósofos-cientistas que ocasionalmente discutiam economia, como John Locke.
Ele estava realmente escrevendo antes do verdadeiro desenvolvimento da economia política. Como tal, muitas de suas reivindicações de precisão são de qualidade imperfeita. No entanto, Petty escreveu três obras principais sobre economia, Tratado de Impostos e Contribuições (escrito em 1662), Verbum Sapienti (1665) e Quantulumcunque Concerning Money (1682). Essas obras, que receberam grande atenção na década de 1690, mostram suas teorias sobre as principais áreas do que mais tarde se tornaria a economia. O que se segue é uma análise de suas teorias mais importantes, aquelas sobre contribuições fiscais, riqueza nacional, oferta de moeda e velocidade de circulação, valor, taxa de juros, comércio internacional e investimento governamental.
Muitos de seus escritos econômicos foram coletados por Charles Henry Hull em 1899 em The Economic Writings of Sir William Petty.
Hull, em seu artigo acadêmico "O lugar de Petty na história da teoria econômica" (1900) propôs uma divisão dos escritos econômicos de Petty em três (ou quatro) grupos:
- o primeiro grupo, escrito quando Petty retornou a Londres após terminar seu "Down Survey" na Irlanda, consiste principalmente em A Treatise of Taxes & Contributions (escrito e publicado pela primeira vez em 1662) e Verbum Sapienti (escrito em 1665, impresso em 1691). Esses textos referem-se às discussões sobre questões fiscais, após a Restauração e os gastos da primeira guerra holandesa;
- o segundo grupo detém The Political Anatomy of Ireland e Political Arithmetick. Esses textos foram escritos cerca de dez anos depois na Irlanda. Como Hull escreve, "o impulso direto para a escrita veio do Dr. Edward Chamberlayne (Present State of England), publicado em 1669";
- Novamente, dez anos depois, o terceiro grupo de panfletos foi escrito, que eram contribuições para a disputa se Londres era uma cidade maior do que Paris, e que são intitulados Ensaios de Aritmética Política de Hull. Esse grupo de panfletos tinha uma relação estreita com as Observações de John Graunt sobre as Contas de Mortalidade de Londres;
- O Quantulumcunque concernente ao dinheiro (escrito em 1682 e impresso em 1695, e talvez em 1682), pode provavelmente ser considerado como pertencente a um grupo próprio.

A divisão dada aqui ainda era usada por estudiosos no final do século XX.

## Contribuições fiscais
As contribuições fiscais eram a principal preocupação dos formuladores de políticas no século XVII, como têm permanecido desde então, pois o país sábio não gastaria mais do que suas receitas. Na época de Petty, a Inglaterra estava em guerra com a Holanda e, nos primeiros três capítulos do Tratado de Impostos e Contribuições, Petty procurou estabelecer princípios de tributação e gastos públicos, aos quais o monarca poderia aderir, ao decidir como arrecadar dinheiro para a guerra. Petty enumera seis tipos de encargos públicos, a saber, defesa, governança, pastoreamento das almas dos homens, educação, manutenção de impotentes de todos os tipos e infraestrutura, ou coisas de bem universal. Em seguida, ele discute as causas gerais e particulares das mudanças nessas acusações. Ele pensa que há grande margem para redução dos primeiros quatro encargos públicos e recomenda o aumento dos gastos com o cuidado de idosos, enfermos, órfãos, etc., bem como o emprego governamental de supranumerários.
Sobre a questão do aumento de impostos, Petty foi um defensor definitivo dos impostos sobre o consumo. Ele recomendou que, em geral, os impostos deveriam ser apenas suficientes para atender aos vários tipos de encargos públicos que listou. Eles também devem ser horizontalmente equitativos, regulares e proporcionais. Ele condenou os poll tax como muito desiguais e os impostos sobre a cerveja como taxando excessivamente os pobres. Ele recomendou uma qualidade muito mais alta de informação estatística, para aumentar os impostos de forma mais justa. As importações deveriam ser tributadas, mas apenas de forma que as colocasse em condições de igualdade com a produção nacional. Um aspecto vital das economias nesta época era que elas estavam se transformando de economias de escambo para economias monetárias. Ligado a isso, e ciente da escassez de dinheiro, Petty recomenda que os impostos sejam pagos em outras formas que não ouro ou prata, que ele estimou em menos de 1% da riqueza nacional. Para ele, muita importância era colocada no dinheiro, "que é para o efeito total do Reino... nem um para 100".

## Contabilidade da renda nacional
Ao fazer a estimativa acima, Petty introduziu nos primeiros dois capítulos do Verbum Sapienti as primeiras avaliações rigorosas da renda nacional e riqueza. Para ele, era óbvio que a riqueza de um país consistia em mais do que apenas ouro e prata. Ele calculou que a renda pessoal média era de £ 6 13s 4d por ano, com uma população de seis milhões, o que significa que a renda nacional seria de £ 40 milhões. A teoria de Petty produziu estimativas, algumas mais confiáveis do que outras, para os vários componentes da renda nacional, incluindo terras, navios, bens pessoais e habitação. Ele então distinguiu entre os estoques (£ 250 milhões) e os fluxos gerados por eles (£ 15 milhões). A discrepância entre esses fluxos e sua estimativa para a renda nacional (£ 40 milhões) leva Petty a postular que os outros £ 25 milhões são o rendimento do que deve ser £ 417 milhões de estoque de trabalho, o "valor do povo". Isso deu uma riqueza total para a Inglaterra na década de 1660 de 667 milhões de libras.

## Estatístico
A única técnica estatística de Petty é o uso de médias simples. Ele não seria um estatístico pelos padrões de hoje, mas durante sua época um estatístico era apenas aquele que empregava o uso de dados quantitativos. Como a obtenção de dados do censo era difícil, senão impossível, especialmente para a Irlanda, ele aplicou métodos de estimativa. A maneira como ele estimaria a população seria começando pela estimativa da população de Londres. Ele faria isso estimando-o pelas exportações ou pelas mortes. Seu método de usar as exportações considera que um aumento de 30% nas exportações corresponde a um aumento proporcional semelhante na população. A maneira como ele usaria as mortes seria multiplicando o número de mortes por 30 - estimando que uma em cada trinta pessoas morre a cada ano. Para obter a população de toda a Inglaterra, ele multiplicaria a população de Londres por 8. Esse uso simples de estimativa poderia facilmente ter sido abusado e Petty foi acusado mais de uma vez de adulterar os números para a Coroa. (Henry Spiegel)

## Suprimento de dinheiro e a velocidade de sua circulação
Este valor para o estoque de riqueza foi contrastado com uma oferta monetária em ouro e prata de apenas 6 milhões de libras. Petty acreditava que havia uma certa quantia de dinheiro de que uma nação precisava para impulsionar seu comércio. Portanto, era possível ter muito pouco dinheiro circulando na economia, o que significaria que as pessoas teriam que confiar na troca. Também seria possível haver muito dinheiro em uma economia. Mas a questão atual era, como ele pergunta no capítulo 3 do Verbum Sapienti, seriam £ 6 milhões suficientes para impulsionar o comércio de uma nação, especialmente se o rei quisesse levantar fundos adicionais para a guerra com a Holanda?
A resposta para Petty está na velocidade de circulação do dinheiro. Antecipando a teoria quantitativa da moeda, muitas vezes dita ter sido iniciada por John Locke, em que a produção econômica ( Y ) vezes o nível de preços ( p ) = oferta de moeda ( MS ) vezes a velocidade de circulação ( v ), Petty afirmou que se a produção econômica fosse aumentado para um dado suprimento de moeda e nível de preço, 'revoluções' devem ocorrer em círculos menores (isto é, a velocidade de circulação deve ser maior). Isso pode ser feito através da criação de um banco. Ele afirmou explicitamente no Verbum Sapienti nem o dinheiro está querendo atender a todos os fins de um estado bem policiado, não obstante as grandes diminuições que ocorreram nestes vinte anos” e essa velocidade maior é a resposta. Ele também menciona que não há nada de único no ouro e na prata no cumprimento das funções do dinheiro e que o dinheiro é o meio para um fim, não o fim em si:
Nem era difícil substituir no lugar do dinheiro [ouro e prata] (se faltasse uma competência dele) por aquilo que deveria ser equivalente a ele. Pois o Dinheiro é apenas a Gordura do Corpo - Politick, do qual muito frequentemente atrapalha sua agilidade, como muito pouco o faz adoecer... assim o Dinheiro no Estado acelera sua Ação, alimenta-se do exterior no tempo da Falência em casa.
O que chama a atenção nessas passagens é seu rigor intelectual, que o colocava muito à frente dos escritores mercantilistas do início do século. O uso de analogias biológicas para ilustrar seu ponto, uma tendência continuada pelos fisiocratas na França no início do século XVIII, também era incomum.

## Teoria do valor
Sobre o valor, Petty continuou o debate iniciado por Aristóteles e optou por desenvolver uma teoria do valor baseada em insumos: "todas as coisas devem ser avaliadas por duas denominações naturais, que é a terra e o trabalho" (p. 44). Ambos seriam fontes primárias de receita tributável. Como Richard Cantillon depois dele, ele procurou conceber alguma equação ou paridade entre a "mãe e o pai" da produção, terra e trabalho, e expressar o valor de acordo. Ele ainda incluía a produtividade geral, a "arte e a indústria" de alguém. Ele aplicou sua teoria do valor ao aluguel. A renda natural de uma terra era o excesso do que um trabalhador produz em um ano em relação ao que ele próprio comia e negociava para as necessidades. Portanto, era o lucro acima os diversos custos relacionados aos fatores envolvidos na produção.

## A taxa de juros
A taxa natural de aluguel está relacionada às suas teorias sobre a usura. Na época, muitos escritores religiosos ainda condenavam a cobrança de juros como pecaminosa. Petty também se envolveu no debate sobre a usura e as taxas de juros, considerando o fenômeno como uma recompensa pela tolerância por parte do credor. Incorporando suas teorias de valor, ele afirmou que, com perfeita segurança, a taxa de juros deveria ser igual à renda da terra que o principal poderia ter comprado - novamente, uma visão precoce do que mais tarde se tornaria uma descoberta de equilíbrio geral. Onde a segurança era mais "casual", o retorno deveria ser maior - um retorno pelo risco. Tendo estabelecido a justificativa para si a usura, a da tolerância, então ele mostra sua qualidade hobbesiana, argumentando contra qualquer regulamentação governamental sobre a taxa de juros, apontando para a “vaidade e infrutífero de fazer leis civis positivas contra as leis da natureza”.

## Governançalaissez-faire
Este é um dos principais temas dos escritos de Petty, resumido por seu uso da frase vadere sicut vult, de onde obtemos o laissez-faire. Como mencionado anteriormente, o tema da medicina também foi útil para Petty, e ele alertou contra a interferência excessiva do governo na economia, vendo-o como análogo a um médico mexendo excessivamente em seu paciente. Ele aplicou isso aos monopólios, controles sobre a exportação de dinheiro e sobre o comércio de mercadorias. Eles eram, para ele, vãos e prejudiciais para uma nação. Ele reconheceu os efeitos dos preços dos monopólios, citando o monopólio do sal do rei francês como exemplo. Em outro trabalho, Aritmética Política, Petty também reconheceu a importância das economias de escala. Ele descreveu o fenômeno da divisão do trabalho, afirmando que um bem é tanto de melhor qualidade quanto mais barato, se muitos trabalharem nele. Petty disse que o ganho é maior "porque a própria manufatura é maior".

## Câmbio e controle de comércio
No fluxo do dinheiro, Petty achou inútil tentar controlá-la, e perigoso, pois deixaria aos mercadores decidir quais mercadorias uma nação compraria com a menor quantidade de dinheiro. Ele observou em Quantulumcunque concerning money, que os países ricos em ouro não têm leis que restrinjam o dinheiro. Sobre as exportações em geral, ele considerou "onerosas" as prescrições, como os recentes atos do Parlamento que proíbem a exportação de lã e fios. Restrições adicionais "nos prejudicariam duas vezes mais do que a perda de nosso dito Comércio" (p. 59), embora com a concessão de que ele não é especialista no estudo do comércio de lã.
Ao proibir as importações, por exemplo da Holanda, tais restrições pouco fizeram além de elevar os preços e só foram úteis se as importações excederam amplamente as exportações. Petty viu muito mais utilidade em ir para a Holanda e aprender todas as habilidades que eles possuem do que tentar resistir à natureza. Resumindo seu ponto de vista, ele achou preferível vender tecidos para "depravar" vinhos estrangeiros, em vez de deixar os fabricantes de roupas desempregados.

## Divisão de trabalho
Em seu Political Arithmetick, Petty fez um estudo prático da divisão do trabalho, mostrando sua existência e utilidade nos estaleiros holandeses. Classicamente, os trabalhadores de um estaleiro construíam navios como unidades, terminando um antes de iniciar o outro. Mas os holandeses o organizaram com várias equipes, cada uma fazendo as mesmas tarefas para navios sucessivos. Pessoas com uma tarefa específica a cumprir devem ter descoberto novos métodos que só mais tarde foram observados e justificados por autores de economia política.
Petty também aplicou o princípio em sua pesquisa da Irlanda. Seu grande avanço foi dividir o trabalho de forma que grande parte dele pudesse ser feito por pessoas sem nenhum treinamento extensivo.

## Sociedade urbana
Petty projetou o crescimento da cidade de Londres e supôs que poderia engolir o resto da Inglaterra - não muito longe do que realmente aconteceu:
Agora, se a cidade dobrar seu povo em 40 anos, e o número atual for 670 000, e se todo o território for 7 400 000, e dobrar em 360 anos, como mencionado acima, então pela tabela subscrita parece que 1840 DC o povo da cidade será 10 718 880, e os de todo o país, 10 917 389, o que é muito mais. Portanto, é certo e necessário que o crescimento da cidade pare antes do referido ano de 1840, e atingirá seu auge no período imediatamente anterior, 1800 d.C., quando o número da cidade será oito vezes o seu número atual, 5 359 000. E quando (além do referido número) haverá 4 466 000 para realizar a lavoura, pastagem e outras obras rurais necessárias a serem feitas sem a referida cidade. 
Ele imaginou um futuro no qual "a cidade de Londres é sete vezes maior do que agora, e seus habitantes são 4 690 000 pessoas, e que em todas as outras cidades, portos, vilas e aldeias, existem apenas 2 710 000 mais." Ele esperava isso por volta de 1800, extrapolando as tendências existentes. Muito antes de Malthus, ele percebeu o potencial da população humana para aumentar. Mas ele também não via razão para que tal sociedade não fosse próspera.

## Resumo e legado
Ele cobriu uma ampla gama de tópicos de acordo com seu método de aritmética política, ou seja, como os economistas modernos, ele começou a provar suas afirmações encontrando dados e estatísticas, em vez de se basear em evidências anedóticas. Ele escreveu com rigor, mas também com concisão e humor. As questões sobre as quais Petty pensou e escreveu são tópicos importantes que atormentam as mentes dos teóricos da economia desde então.
Ele influenciou não apenas sucessores imediatos como Richard Cantillon, mas também algumas das maiores mentes da economia, incluindo Adam Smith e John Maynard Keynes. Com Adam Smith, ele compartilhou uma visão de mundo que acreditava em um mundo natural harmonioso. Os paralelos em seus cânones de tributação resumem sua crença conjunta na liberdade e igualdade naturais. Ambos viram os benefícios da especialização e da divisão do trabalho. Além disso, Smith e Petty desenvolveram teorias de valor do trabalho, assim como David Ricardo, Henry George e Karl Marx no século XIX.
Smith nada disse sobre Petty em The Wealth of Nations. Em seus escritos publicados, não há nada além de uma referência em uma carta a Lord Shelburne, um dos descendentes aristocráticos de Petty. Petty continuou a exercer influência. Karl Marx pensava, assim como Petty, que o esforço total feito pelo agregado dos trabalhadores comuns representava uma contribuição muito maior para a economia do que as ideias contemporâneas reconheciam. Essa crença levou Petty a concluir em suas estimativas que o trabalho era a maior fonte de riqueza do reino. Em contraste, as conclusões de Marx foram que o trabalho excedente era a fonte de todo o lucro e que o trabalhador era alienado de seu excedente e, portanto, da sociedade. A alta estima de Marx por Adam Smith é espelhada em sua consideração da análise de Petty, como testemunhado por incontáveis citações em sua obra principal Das Kapital. John Maynard Keynes também escreveu em um momento de discórdia em massa, à medida que o desemprego era galopante e as economias estagnadas durante os anos 1930. Ele mostrou como os governos poderiam gerenciar a demanda agregada para estimular a produção e o emprego, da mesma forma que Petty havia feito com exemplos mais simples no século XVII. O multiplicador simples de £ 100 a 100 mãos de Petty foi refinado por Keynes e incorporado em seu modelo.

## Publicações
- 1647: The Advice to Hartlib
- 1648: A Declaration Concerning the newly invented Art of Double Writing
- 1659: Proceedings between Sankey and Petty
- 1660: Reflections upon Ireland
- 1662: A Treatise of Taxes & Contributions (edições posteriores: 1667, 1679, 1685, etc.)
- Political Arithmetic posthum. (aprox. 1676, pub. 1690)
- Verbum Sapienti posthum. (1664, pub. 1691)
- Political Anatomy of Ireland posthum. (1672, pub. 1691)
- Quantulumcunque Concerning Money ("alguma coisa, por menor que seja, sobre dinheiro")[5] póstumo. (1682, pub. 1695)[6]
- An Essay Concerning the Multiplication of Mankind. (1682)